# تاکاشی هیراجیما
تاکاشی هیراجیما (انگلیسی: Takashi Hirajima؛ زادهٔ ۳ فوریهٔ ۱۹۸۲) بازیکن فوتبال اهل ژاپن است.
از باشگاه‌هایی که در آن بازی کرده‌است می‌توان به باشگاه فوتبال آویسپا فوکوئوکا، و باشگاه فوتبال آویسپا فوکوئوکا، و باشگاه فوتبال سرزو اوساکا اشاره کرد.